# MareNostrum
MareNostrum es el nombre genérico que el Barcelona Supercomputing Center - Centro Nacional de Supercomputación (BSC-CNS) da a su superordenador más emblemático y que tradicionalmente es el más potente de España y ocupa posiciones destacadas en el ranking internacional Top 500. Hasta el momento se han instalado cuatro versiones MareNostrum 1, 2, 3 y 4. Su mejor puesto en el Top500 fue con MareNostrum 1 en noviembre de 2004. 
MareNostrum está disponible para los científicos de toda Europa. Para poder hacer uso de sus horas de cálculo, los investigadores deben presentar una petición a la Red Española de Supercomputación RES)  o PRACE (Partnership for Advanced Computing in Europe).
El primer MareNostrum comenzó a funcionar a principios de 2005 y desde entonces se ha ampliado notablemente sustituyendo los procesadores originales con procesadores a 2,3 GHz y doblando el número de estos. Más tarde se sustituyeron por procesadores Intel. En 2013, la capacidad de cálculo del superordenador alcanzó los 1.100 billones de operaciones por segundo (1,1 petaflops). Con 48.896 procesadores Intel Xeon de 64 bits a 2,6 GHz disponía de un total de 2 petabytes de capacidad de almacenamiento y 95,5 terabytes de memoria. Como sistema operativo utilizaba la distribución SuSe de Linux.
MareNostrum 1 se puso en marcha el 12 de abril de 2005 presentado por la empresa IBM y por la ministra española de Educación y Ciencia María Jesús San Segundo. Desde entonces, se utiliza en la investigación del genoma humano, cambio climático, en el estudio de las ondas gravitacionales, en el diseño de nuevos medicamentos y también en simulaciones sobre la producción de energía de fusión, entre otros. Su uso está disponible para la comunidad científica nacional e internacional, controlada por un comité de acceso, que asigna tiempo de cómputo en función de la valía de los proyectos a realizar.
Mare Nostrum ('mar nuestro' en latín) es el nombre que los romanos usaban para nombrar al mar Mediterráneo. Fue elegido no solo por el lugar sino también para representar la gran potencia de este recurso informático.

## Arquitectura del hardware y construcción
Desde que se instalara el ordenador en la capilla situada cerca de la Torre Girona (el rectorado de la UPC) en el año 2004, el supercomputador ha recibido tres grandes actualizaciones. La primera, en el 2006, supuso cambiar los blades IBM; por otros con el doble de procesadores doblando la capacidad de cómputo cambiando tan sólo los nodos. 
La segunda gran actualización en 2012 implicó un cambio conceptual, ya que se pasó de usar nodos con procesadores IBM Power interconectados con una red Myrinet a nodos con procesadores Intel y red Infiniband. En 2017, se instaló la tercera actualización.
En cuanto al sistema operativo de este superordenador siempre se ha utilizado una versión específica para entornos de computación de altas prestaciones (del inglés HPC, High Performance Computing) de la distribución GNU/Linux SUSE.
La urna de cristal cuenta con un sistema contra incendios que despide agua micropulverizada de manera que no moja al entrar en contacto con la electrónica, apagando el fuego sin provocar daños adicionales.

### MareNostrum 1
La primera versión de MareNostrum se entregó en el año 2004. Fabricado en Madrid e instalado en una urna de cristal dentro de una capilla en el Campus Nord de la Universidad Politécnica de Cataluña, MareNostrum 1 fue el primer gran supercomputador en España y el más potente de Europa, manteniéndose en los primeros puestos de la lista TOP500.
Esta primera versión de MareNostrum contaba con 163 armarios (racks) IBM BladeCenter, cada uno con 14 nodos, albergando un total de 2.282 nodos (blades) IBM JS20, los cuales tenían dos procesadores mono núcleo IBM PowerPC 970FX de 64 bits. Cada nodo disponía de 4 GiB de memoria RAM lo que nos llevaba a un total de 9 TB de memoria RAM. El sistema de archivos distribuido tenía una capacidad de 128 TiB.
La red de interconexión entre los nodos empleaba la tecnología Myrinet, una red específica de muy baja latencia, pensada para entornos de altas prestaciones. La red Myrinet es tecnología patentada, perteneciente a la empresa Myricom.

### MareNostrum 2
En 2006 estaba constituido por un total de 44 racks de los cuales 31 estaban dedicados a capacidad de cálculo.
Disponía de 2560 nodos IBM JS21 con procesadores de doble núcleo IBM PowerPC PowerPC 970MP de 64 bits a una velocidad de reloj de 2,3 GHz. Cada nodo tenía 2 procesadores (4 núcleos), 8 GB de memoria principal y 36 GB de almacenamiento local. Estos nodos se encontraban en armarios BladeCenter en grupos de 14, y a su vez estos BladeCenters estaban instalados en unos racks, en grupos de 6. Por cada rack había hasta 336 núcleos. Si tenemos en cuenta, que había 31 racks, se obtienen los 10.240 núcleos que tenía MareNostrum 2. La capacidad total de cálculo era de 63,83 teraflops, con picos de 94,21 teraflops.
En cuanto al sistema de memoria del ordenador, contaba con 20 TB de memoria principal y 390 terabytes de almacenamiento en red y otros 90 terabytes de almacenamiento local.
Los nodos del ordenador se comunicaban entre sí a través de una red Myrinet de baja latencia. Para acceder al almacenamiento en red se utilizaba una más tradicional red Gigabit Ethernet.

### MareNostrum 3[6]
En agosto de 2012 se actualizó y se cambiaron los nodos IBM POWER y la red Myrinet por nodos IBM iDataPlex dx360 M4 con procesadores Xeon E5 2670 Intel Sandy Bridge. Había 3.056 nodos con 2 procesadores cada uno (un total de 6.112 procesadores), 95,5 TB de memoria principal (RAM) y 2 PB de almacenamiento. Cada procesador disponía de 8 núcleos, con lo que se llegaba a los 48.896 núcleos.
La nueva red instalada era una combinación de Infiniband FDR10 con Gigabit Ethernet para el acceso a disco. La ventaja de usar una red Infiniband en vez de Myrinet es que Infiniband a diferencia de Myrinet no es tecnología propietaria. Infiniband es un estándar de red como lo puede ser Ethernet y hay varios fabricantes que proveen el equipamiento de red necesario para construir una red Infiniband. Esto significa una reducción en los costes así como mayor facilidad para encontrar repuestos y una cierta garantía de tener una vía de actualización más barata y sencilla al estilo de los puertos PCI Express o SATA cuyas nuevas versiones suelen ser retrocompatibles admitiendo dispositivos de una generación anterior de la interfaz y los nuevos dispositivos pudiendo funcionar con versiones anteriores de la interfaz sin necesidad de reemplazar nada.
En mayo-junio de 2014 se pusieron a disposición de los usuarios un total de 42 nuevos nodos experimentales para computación heterogénea. Cada uno se componía de dos procesadores Intel Xeon idénticos a los que había en el resto de 3.056 nodos, pero la memoria por nodo se aumentó de 32 GB a 64 GB y se incluían dos Intel Xeon Phi 5110 P. Es decir, se disponía de 84 procesadores adicionales junto con 84 tarjetas aceleradoras y 2,6 TB más de memoria RAM. Estos nodos sólo admitían trabajos heterogéneos, por lo que su capacidad de cálculo no se podía sumar directamente a la del resto del superordenador: tenían colas de trabajo independientes y los trabajos de esas colas sólo se ejecutaban en estos nodos heterogéneos.

### MareNostrum 4[7]
MareNostrum 4 cuenta con dos partes diferenciadas: un bloque de propósito general y uno de tecnologías emergentes. Además, tiene cinco racks de almacenamiento con capacidad para archivar 14 petabytes (14 millones de Gigabytes) de datos. Todos los componentes están conectados entre sí a través de una red de alta velocidad Omnipath. El bloque de propósito general tiene 48 racks con 3.456 nodos. Cada nodo tiene dos chips Intel Xeon Platinum, con 24 núcleos cada uno, lo que suma un total de 165.888 núcleos y una memoria central de 390 terabytes. Su potencia pico es de 11,15 petaflops. Aunque su potencia es diez veces mayor que la de MareNostrum 3, su consumo energético solamente ha aumentado un 30% y ha pasado a ser de 1,3 MWatt/año. 
El bloque de tecnologías emergentes está formado por clústeres de tres tecnologías diferentes. El primero es el clúster constituido por procesadores IBM POWER9 y GPUs NVIDIA Volta, con una potencia de cálculo superior a 1,5 petaflops. El segundo está formado por procesadores AMD Rome y AMD Radeon Instinct MI50, con una potencia de cálculo de 0,52 petaflops. El tercero contiene procesadores ARMv8 y su capacidad de cálculo puede alcanzar los 0,65 petaflops.
MareNostrum 4 ha sido denominado como el supercomputador más diverso del mundo por la heterogeneidad de su arquitectura.

### MareNostrum 5
En julio de 2019, la EuroHPC Joint Undertaking seleccionó al Barcelona Supercomputing Center como una de las entidades que albergarán un superordenador pre-exaescala de la red de supercomputadores de alta capacidad promovida por la Comisión Europea. Se prevé que MareNostrum 5 entre en funcionamiento el 31 de diciembre de 2020 y que incluya una plataforma experimental dedicada al testeo y desarrollo de tecnologías de supercomputación europeas.

## Historia
MareNostrum 1 fue construido en dos meses en el Centro Técnico de IBM en San Fernando de Henares (Madrid). Tras realizar las pruebas y ejecutar el test LINPACK para su inclusión en el TOP500 fue trasladado posteriormente al BSC-CNS donde actualmente está ubicado.
El ordenador está físicamente instalado en el interior de una antigua capilla, ya desacralizada, construida a principios del siglo XX en el Campus Nord de la Universidad Politécnica de Cataluña. Se encuentra en el interior de un cubo de cristal de 9 x 18 x 5 metros construido con más de 19 toneladas de cristal y 26 de hierro. El supercomputador ocupa unos 180 metros cuadrados y pesa 40.000 kg.
Con 2282 nodos de computación JS20, disponía de 4564 procesadores. En cada nodo JS20 había dos procesadores mononúcleo PowerPC 970FX compartiendo 4 GB de memoria,dando un total de 9,128 GB de memoria principal. 
Cada nodo individual disponía también 40 GB de almacenamiento además de un almacenamiento en red de 128 TB. Estos nodos estaban repartidos en 163 armarios (IBM los llama BladeCenters) teniendo cada armario 14 de estos blades.
Cuando se puso en marcha de forma definitiva se midió de nuevo su rendimiento y obtuvo un total de 27,911 gigaflops, desde los anteriores 20,53 gigaflops obtenidos en pruebas durante su construcción. Pese a disponer de toda la capacidad de cálculo, ya había descendido un puesto en la lista TOP500.
Fue ampliado en el año 2006, superando por algo más del doble su capacidad de cálculo original. Los 4812 procesadores mononúcleo fueron reemplazados por 5120 procesadores de doble núcleo distribuidos en varios nodos JS21 aumentando la capacidad de cálculo hasta los 63,83 teraflops. La memoria se aumentó hasta los 20 TB y el almacenamiento externo hasta los 390 TB. Los procesadores antiguos fueron utilizados para ampliar el supercomputador Magerit del CeSViMa y crear una red de supercomputadores distribuidos por toda España, convirtiéndose el MareNostrum en el mayor nodo de la Red Española de Supercomputación entonces.
En el año 2007, se renovó el acuerdo entre BSC e IBM. En este acuerdo se tipificaba el desarrollo y compra de un nuevo superordenador. A cambio de la compra de la nueva máquina, IBM financiaría diversos proyectos de investigación del BSC para mejorar la actual arquitectura del procesador Cell para que sea aplicable en computación de altas prestaciones.
El BSC es miembro de primer nivel de la infraestructura europea PRACE (Partnership for Advanced Computing in Europe).

## Áreas de investigación[17]
El supercomputador MareNostrum 4 se utiliza para muchas áreas de investigación, desde la predicción del cambio climático hasta la biomecánica pasando por el análisis del Big Data. 

### Composición atmosférica
Algunos de los proyectos son aquellos que permiten investigar acerca de la calidad del aire y como desarrollar modelos de calidad del aire como herramientas que permitan identificar las fuentes y procesos que determinan la calidad del aire y predecir los episodios de contaminación. Existe otro proyecto que investiga los aerosoles y como estos interactúan con el sistema atmosférico dispersando y absorbiendo la radiación solar. Otro proyecto de los muchos más que están en este apartado serían aquellos que investigan las ciudades inteligentes y la optimización del transporte y la salud de la humanidad. 

### Big Data
Esta línea de investigación tiene entre otros muchos proyectos uno que estudia la interacción de las personas con las computadoras y otro que trata de crear herramientas visuales y algorítmicas para analizar y estudiar grandes volúmenes de datos.

### Bioinformática
La integración, almacenamiento y transmisión de gran volumen de datos clínicos y datos de simulaciones es uno de los principales proyectos.

### Biomecánica
Simulaciones del sistema cardiovascular o del sistema respiratorio son los dos proyectos que siguen esta línea de investigación.

### Predicción climática
Servicios para la gestión de la agricultura y el agua, el pronóstico oceánico, el estudio de los ciclones tropicales o el estudio de dónde es más eficiente instalar un molino de viento son algunos de los proyectos que se estudian en el BSC.

### Computación en la nube
Informática energética y la optimización de los centros de datos son los dos proyectos que hay actualmente.

### Educación
Análisis de las mejores prácticas relacionadas con la educación.

### Simulación de ingeniería
La reducción de las emisiones contaminantes, el diseño de medicamentos o ayudar en la computación de la mecánica de fluidos, entre otros proyectos.

### Geofísica
Simulación de terremotos, detectar la presencia de fluidos a grandes profundidades bajo la superficie de la Tierra o analizar las propiedades de la superficie de nuestro planeta.

### Simulación social
Estudio de la evolución cultural, la eficiencia energética o la seguridad pública para tener ciudades inteligentes y resistentes, o el estudio de grupos humanos son algunos proyectos relacionados con la simulación social.

## Galería de imágenes

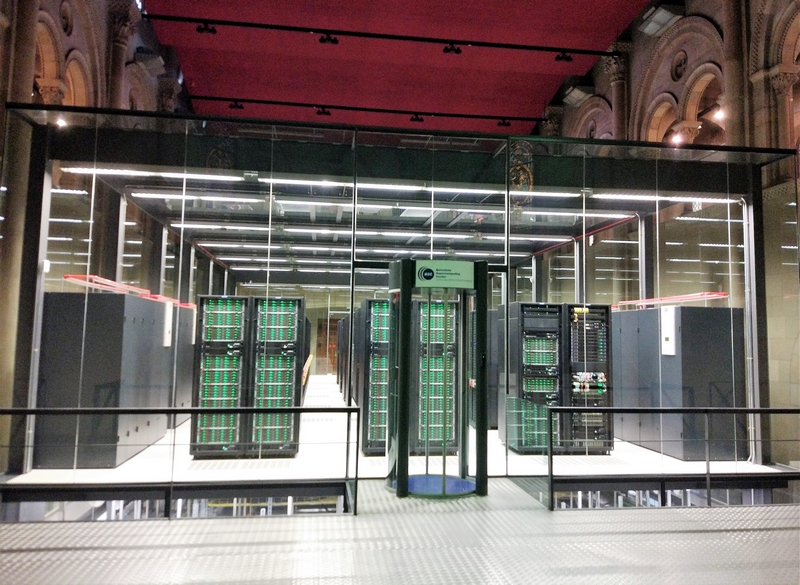
MareNostrum 4 del Barcelona Supercomputing Center (2017)
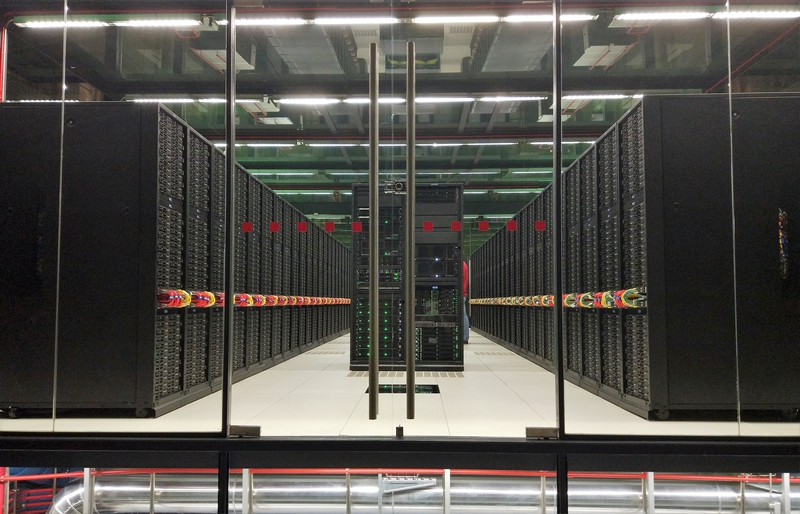
MareNostrum 4 del Barcelona Supercomputing Center (2017)
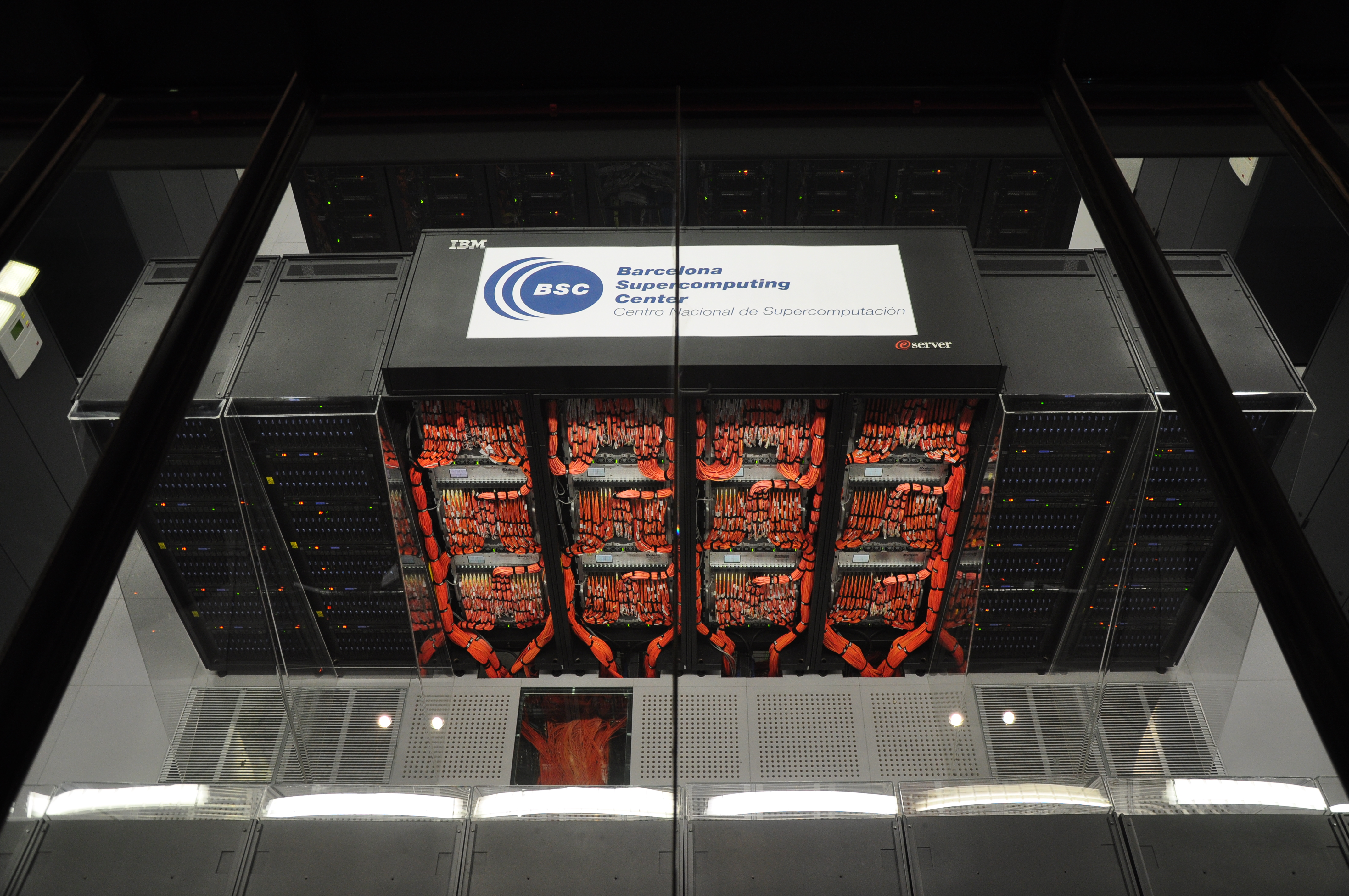
MareNostrum 2. Vista de los armarios con CPUs en los extremos
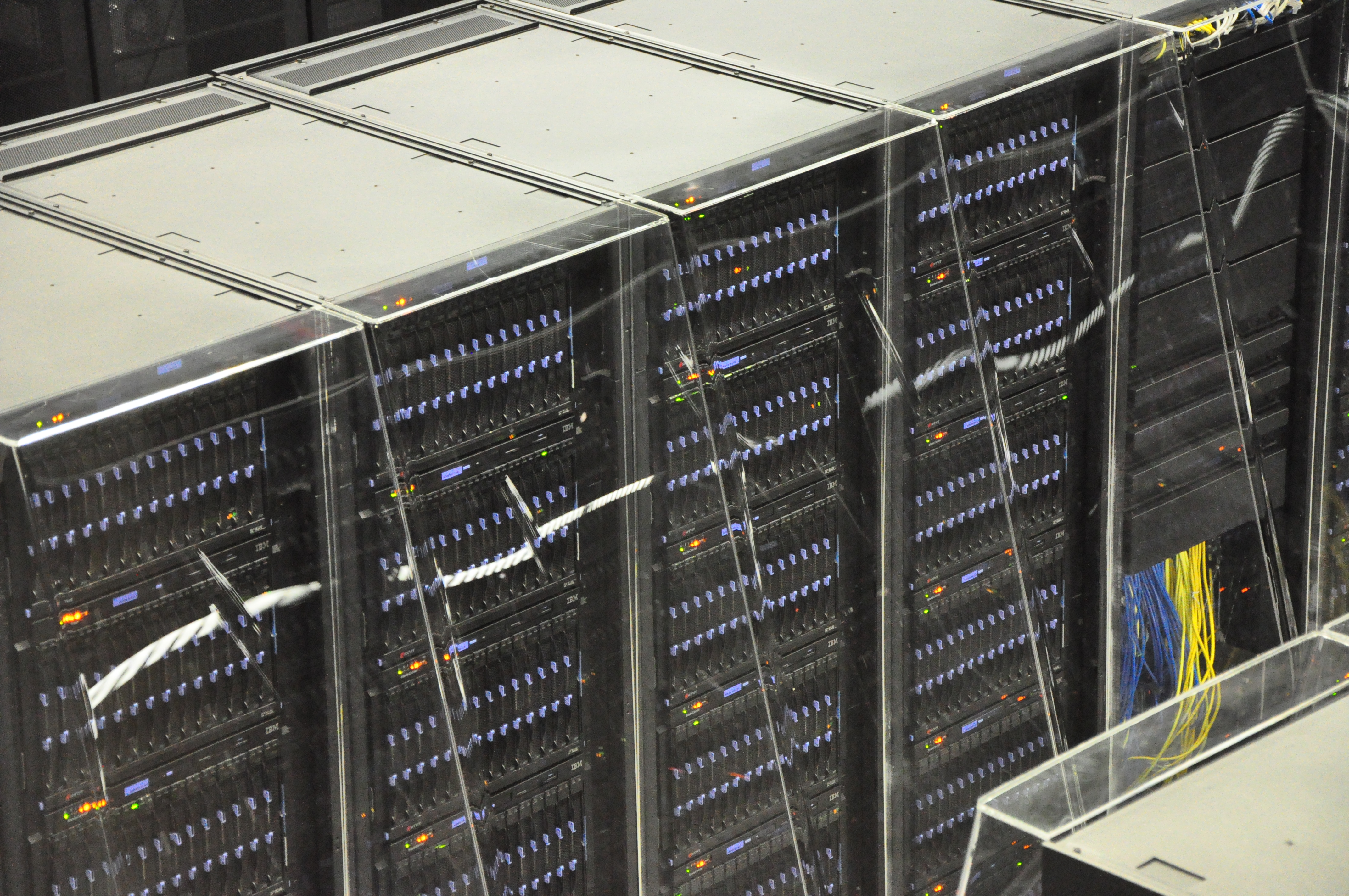
MareNostrum 2. Armarios con CPUs
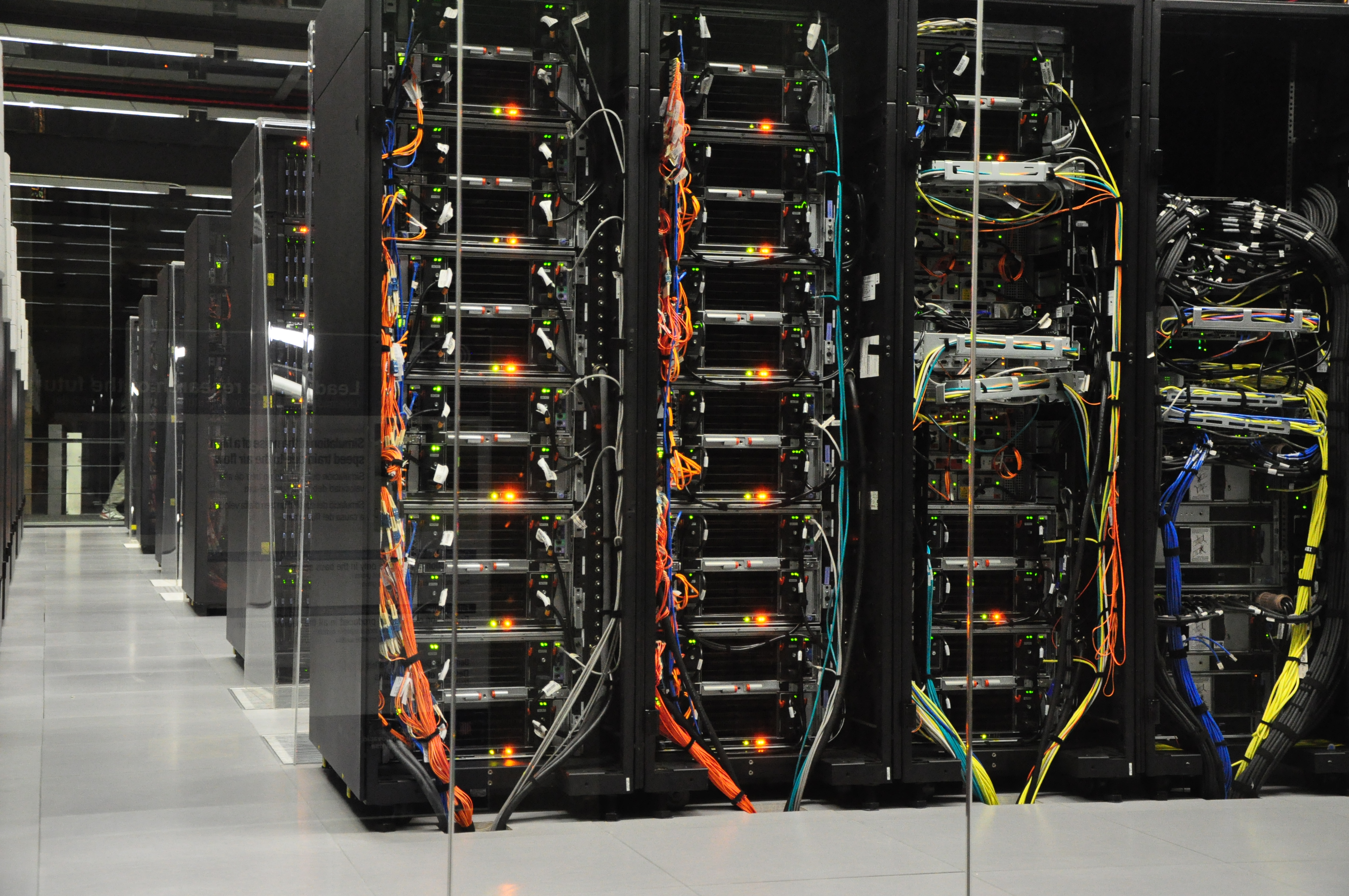
MareNostrum 2. Armarios en el interior de la jaula de refrigeración
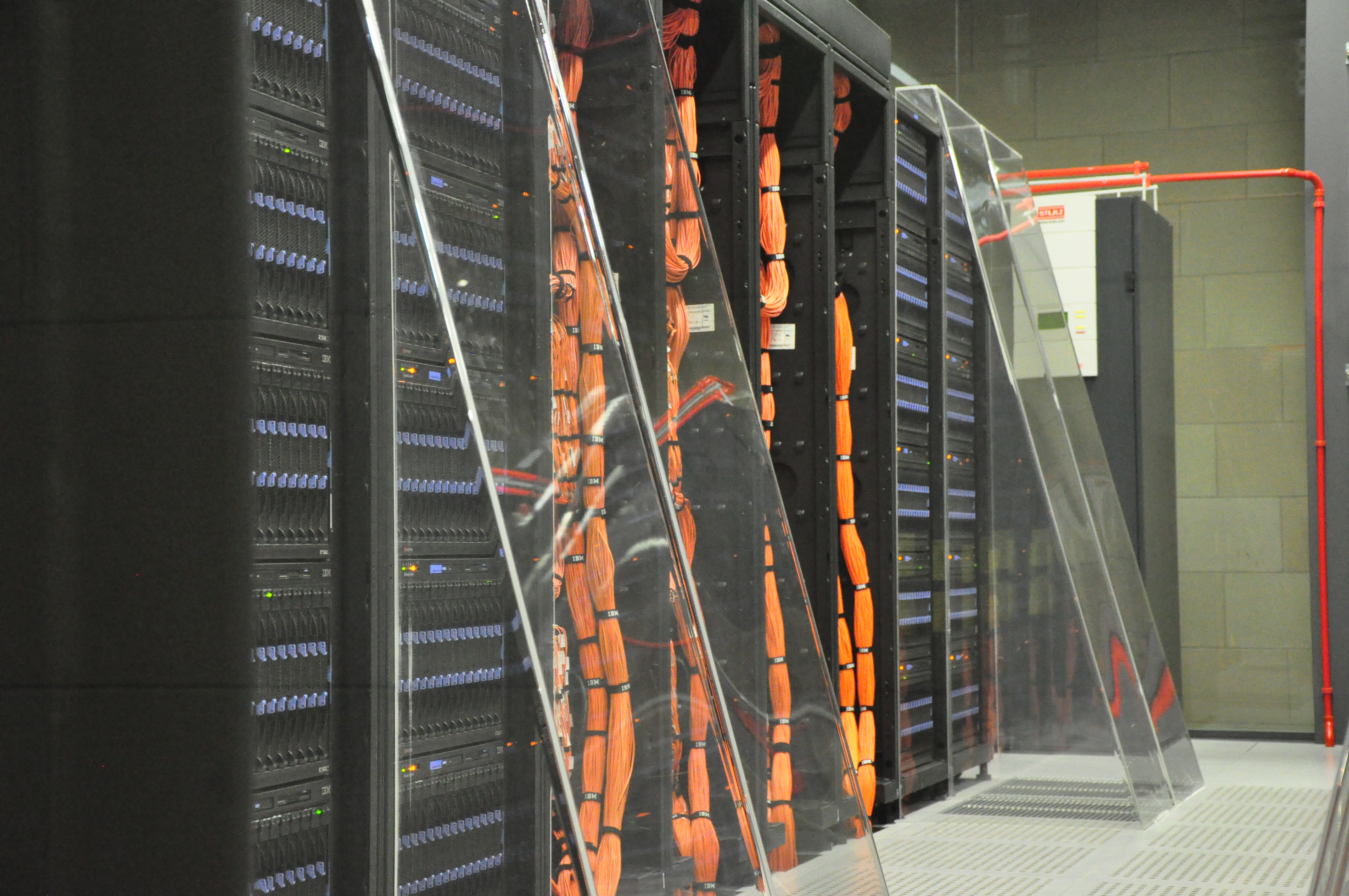
MareNostrum 2. Campanas para concentrar la refrigeración
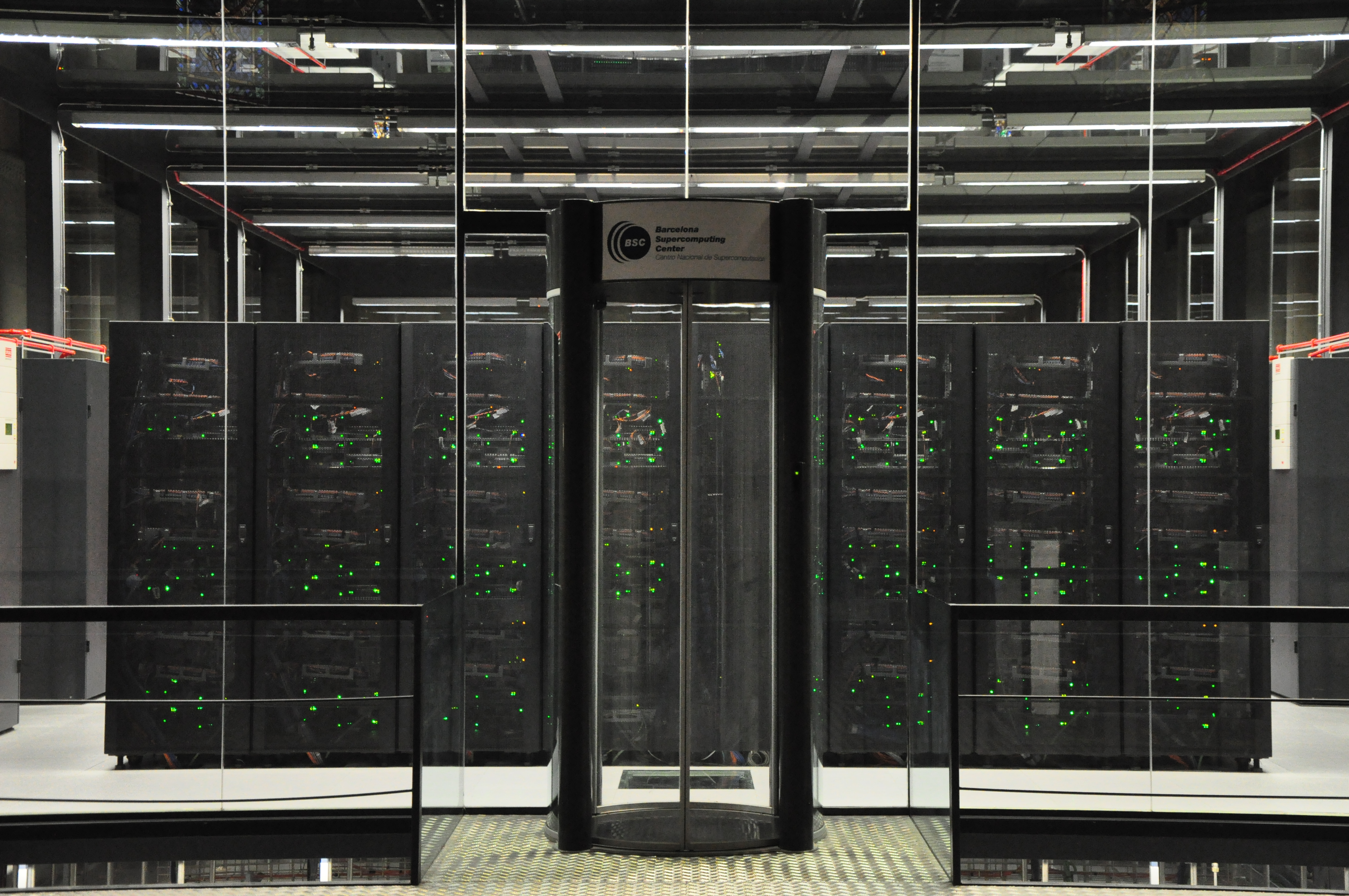
MareNostrum 2. Puerta de acceso a la jaula de refrigeración